# رقاقة معدنية

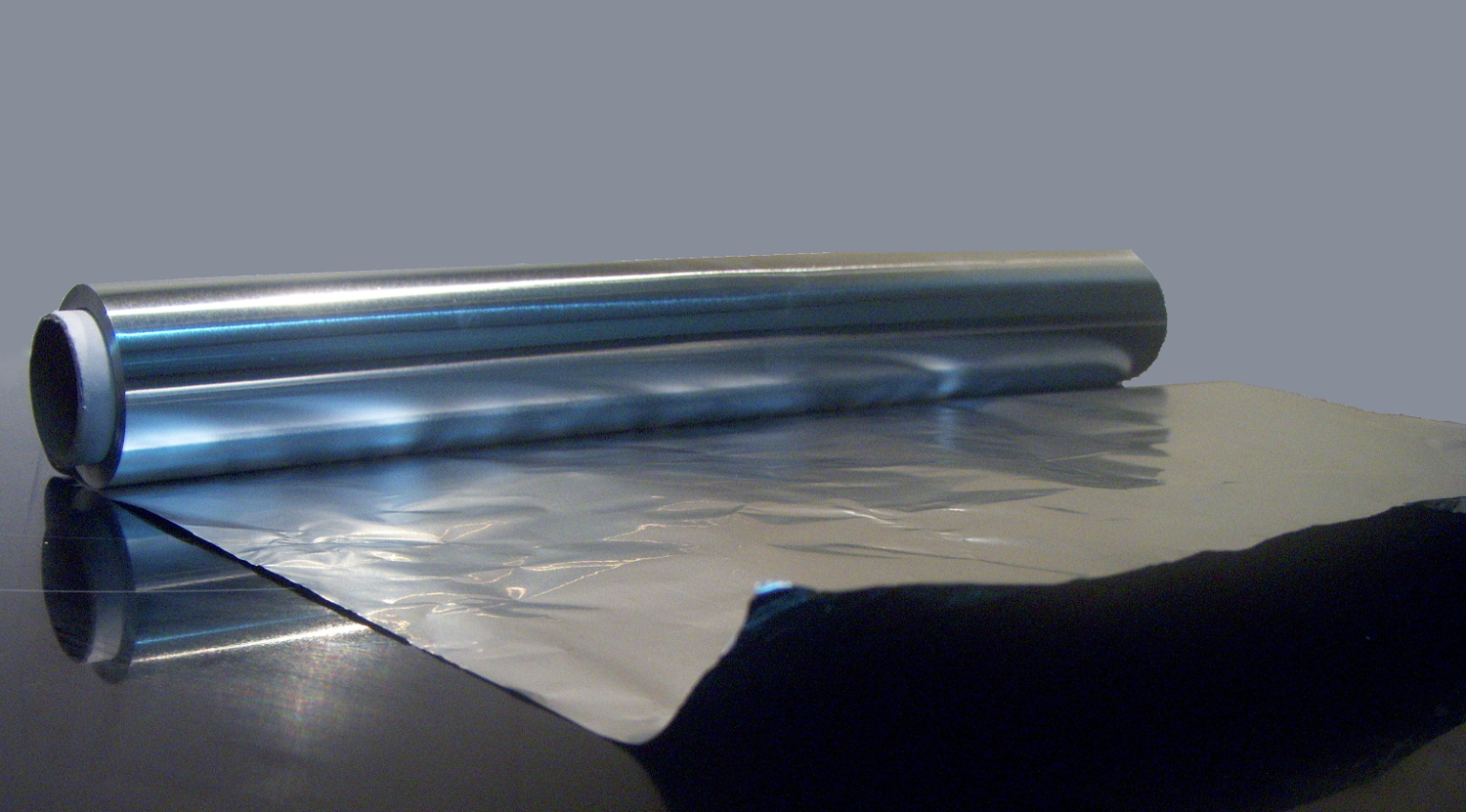
رقاقة ألومنيوم

الرقاقة المعدنية هي صفيحة معدنية رقيقة جداً، وتصنع عادة إما بالتطريق أو الدرفلة؛ وذلك من فلزات قابلة للسحب والطرق، مثل الألومنيوم والنحاس، بالإضافة إلى الذهب.
عادة ما تكون سماكات الرفائق المعدنية ضئيلة جداً، بالشكل الذي يسهل التعامل بها ويمكن ثنيها باليد، ولذلك تستخدم في التغليف، كما هو الحال في رقائق الألومنيوم أو رقائق القصدير على سبيل المثال.